# Ost+Front
Ost+Front es una banda alemana de Neue Deutsche Härte originaria de Berlín. Sus canciones más antiguas se caracterizaban por un estilo musical bruto y de ritmos monótonos, influenciados principalmente por Rammstein, tanto en la música como en sus letras. Con el tiempo se incorporaron influencias industriales, góticas y metaleras. Ost+Front pertenece a la denominada escena oscura.

## Historia
Ost+Front fue fundada en 2008 por Patrick Lange, un antiguo miembro de bandas como Corvus Corax, Tanzwut y Schelmish.
Una de sus primeras presentaciones fue en la edición 2011 del popular festival alemán M'era Luna. En esta presentación, quien se encargaría del puesto de vocalista era Chris L. del grupo Agonoize, quien dejaría la banda apenas un par de semanas más tarde, siendo reemplazado por el propio Lange, que hasta entonces ocupaba el puesto de guitarrista y voz de apoyo. Este acontecimiento obstaculizó el lanzamiento oportuno del álbum debut.
Su primer disco titulado Ave Maria fue lanzado el año siguiente, el 10 de agosto de 2012, precedido por el video musical para la canción «Ich liebe es». Este álbum tuvo una crítica recepción por parte de la prensa y siendo calificado como contenido para mayores de 18 años por la FSK, debido a contenido sexual explícito. Restricción que luego fue rebajada a 16 años tras algunos cambios que se hicieron al material incluido en el DVD que acompañaba al disco.
Pese a esta restricción de venta inicial, el disco logró colarse en las listas de éxitos alemanas, obteniendo el puesto número 68 durante una semana a fines de ese mismo mes. La prensa reaccionó con opiniones divididas.
El portal Metal.de fue crítico con el hecho que Ost+Front estaría copiando "bastante desinhibidamente a los Señores de Rammstein". Legacy.de por su parte comentó que "a pesar de las letras a las que toma tiempo acostumbrarse y su apariencia divertida, el potencial provocativo -que aparentemente es muy importante para la banda- permanecería bastante bajo". Sin embargo, se elogio la calidad de su música y su naturaleza entretenida.
Durante los siguientes meses la banda se embarcaría en una gira por distintos clubes del país, así como también en grandes festivales de la escena gótica, como Blackfield y M'era Luna. También lograrían presentarse por primera vez fuera de Alemania.
El 24 de enero de 2014 fue lanzado el segundo disco titulado Olympia, debutando esta vez en el puesto 25 de la lista de álbumes de Media Control.
Musikreviews.de describió el disco como "una admirable copia perfecta de Rammstein, que sin embargo estaba muy por debajo en términos de calidad y cuyas letras no estimulaban, más bien, avergonzaban". Por otro lado, las revistas Tombstone y Mindbreed elogiaron la profundidad de las letras y la atención al detalle. Comparado a su debut, Ost+Front se ha desarrollado más y entregó un "paquete brutal para el disfrute del humor negro". El portal Reflections of Darkness también calificó positivamente el disco, pero llegó a la conclusión que "a aquellos que no son fanáticos de la banda y de su música les sería difícil obtener algo del disco (Por otro lado, si este tipo de música no es de tu preferencia, difícilmente te sería encontrar algo bueno en el lanzamiento)".
El 22 de enero de 2016, fue lanzado el tercer disco Ultra. Además contó con una edición limitada como álbum doble con seis canciones adicionals. En este disco se incluye una colaboración con el músico Erk Aicrag de la banda Hocico y es cantada completamente en español. Metal.de esta vez comentó sobre el disco que "impresiona con el particular humor negro de Ost+Front, que no le gustará a todo el mundo" y consideraba a Ultra como "un álbum completo, coherente y maduro".
El 16 de febrero de 2018 se lanzó el disco Adrenalin, también con una edición limitada con canciones adicionales.
Dos años y medio más tarde, el 31 de julio de 2020, se lanzaría su disco más reciente, titulado Dein helfer in der Not. Este álbum contendría además del disco adicional de remixes, un EP con tres canciones inéditas titulado In der Hölle erfroren. Este último sería lanzado posteriormente en formato digital y de manera individual.

## Estilo musical
Musicalmente, Ost+Front pertenece al movimiento Neue Deutsche Härte. Su música recuerda mucho a Rammstein en términos de contenido y música.

Ost+Front no solo suena como Rammstein, también adaptan sus canciones. El ejemplo más llamativo de esto es «Ost+Front 2014», que es «Moskau» y «Links 2 3 4» en su música y «Rammlied» en la letra.
- Philipp Walter, Musikreviews.de

Rammstein podría preguntarse: ¿Cuándo grabamos eso? O también: Maldita sea, ¿por qué no lo grabamos?.
- Kym Gnuch, Sonic Seducer

En algunos casos, ciertos patrones se adaptan o utilizan de manera textual en la letra de algunas canciones:

Wenn ich ihre Haut Verließ / Der Frühling blutet in Paris / In Paris
Rammstein - Frühling in Paris

Du bist mein Paradies / Ich hab noch einen Koffer in Paris / In Paris
Ost+Front - Harte Welt

Ich hab ihr einen Kuss gestohlen / Sie wollte sich ihn wiederholen
Rammstein - Zwitter

Ich hab Dir einen Traum gestohlen / Er hat sich mir in Schlaf empfohlen
Ost+Front - Blitzkrieg

O ciertas palabras a veces son tan dominantes que se impone una conexión con Rammstein para el oyente. Por ejemplo, la mención repetida y el énfasis de la palabra "putas" en la canción «Fiesta de Sexo» crea automáticamente un enlace a «Te quiero puta!» de Rammstein
Los críticos dieron fe del mayor desarrollo de la banda y elogiaron su propio estilo y letras profundas. Las canciones suelen ser socialmente críticas o tratan sobre los abismos de la psique y el comportamiento humano.

## Controversias
Debido a la existencia de una banda de ultraderecha con el nombre “Ostfront” y a que originalmente Ost+Front se escribía de la misma manera, fueron asociados al fascismo en sus inicios, razón por la cual decidieron agregar el “+” entre las palabras y en repetidas ocasiones distanciarse a sí mismos de cualquier extremismo de derecha.
A fines de septiembre de 2013, el alcalde del municipio de Windeck, Hans-Christian Lehmann, prohibió un concierto de la banda en un recinto del pueblo luego de que los residentes y la fundación de cultura civil de la localidad se quejaran de que Ost+Front glorificaba la violencia y que tenían motivaciones políticas. La banda negó dichas acusaciones.

## Miembros

### Formación actual
- Herrmann Ostfront (Patrick Lange) - cantante y compositor
- Wilhelm Rotlauf - bajo
- Sigfried Helm - guitarra
- Eva Edelweiß - teclado
- Fritz Knacker - batería
- Otto Schmalzmann - guitarra (desde 2015)

### Miembros anteriores
- Gernhardt von Brüh - guitarra (2011 - 2015)

## Discografía
A la fecha, Ost+Front ha lanzado 5 álbumes de estudio, 1 disco en vivo y una serie de EPs y sencillos. Toda su discografía ha sido editada por el sello alemán Out of Line.

### Álbumes de estudio
- 2012: Ave Maria
- 2014: Olympia
- 2016: Ultra
- 2018: Adrenalin
- 2020: Dein helfer in der Not

### En vivo
- 2018: Live in Moskau

### Remixes
- 2016: Ultra - Das Dritte Ohr

### EP
- 2013: Bitte schlag mich
- 2014: Freundschaft
- 2020: In der Hölle erfroren

### Sencillos
- 2011: Fleisch
- 2013: Liebeslied
- 2015: Sternenkinder
- 2017: Fiesta de Sexo
- 2017: Arm & Reich
- 2018: Adrenalin
- 2018: Heavy Metal
- 2020: Ikarus
- 2020: Schau ins Land